# Nairon Barreto
Nairon Oseas Alves Barreto (João Pessoa, 6 de agosto de 1959), conhecido como Zé Lezin e Zé Paraíba, é um humorista brasileiro. Possui passagens por emissoras de televisão e por mídias sociais, como o Youtube.

## Biografia
Nascido no bairro dos Expedicionários, em João Pessoa, Nairon é formado em Comunicação Social e Direito pela Universidade Federal da Paraíba. Especialista em piadas de matutos, começou a carreira de humorista em um grupo de dança folclórica na UFPB, onde recitava poesia de literatura de cordel e contava piadas entre um número e outro. Após apresentar-se em barzinhos e teatros, participou da Escolinha do Professor Raimundo, da Rede Globo, a partir de 1998, quando o programa foi transformado em um quadro do Zorra Total. Na ocasião, alterou o nome de seu personagem, de Zé Paraíba para Zé Lezin. Nairon atuou na Escolinha durante seis anos.
Em 2004, Nairon apresentou um programa de televisão na TV Guararapes de Recife, aos domingos, chamado A Bodega do Zé, além de um programa matutino na Rádio Clube. No ano seguinte, lançou seu primeiro DVD, intitulado Zé Lezin Com Plateia Vip, onde conta piadas. Ainda em 2005, criou o espetáculo O Peru do Zé Lezin.
Em 2006, realizou, durante a Copa do Mundo, o show Zé Lezin na Copa e na Cozinha, com piadas e textos adaptados sobre futebol. No teatro, atuou na peça Em Briga de Marido e Mulé Ninguém Mete, juntamente com o ator pernambucano Jeison Wallace (Cinderela). No espetáculo, Nairon e Jeison vivem um casal que resolve discutir a relação.
Em 2008, lançou seu segundo DVD, intitulado Ze Lezin da Paraíba. O DVD foi gravado em Recife, no Teatro Guararapes. No mesmo ano, lançou os shows O Fim da CPMF - Contribuição Para Minha Família, A Fuleragem de Zé Lezin e A Volta para os que Não Foram.
Em 2011, lançou o seu novo DVD Show A Saga de um Matuto.
Nairon Barreto também já fez participações no programa Show do Tom, da RecordTV.

## Discografia
- Zé Lezin da Paraíba: Em Consêrto - Recital de Fuleragem - Vol. 1
- Zé Lezin: Os Bruto Tomém Ama - Vol. 2
- Zé Lezin: O Degenérico - Vol. 3